# Забиров, Рустэм Мухамедович
Рустэм Мухамедович Забиров (тат. Рөстәм Мөхәммәт улы Зәбиров; род. 7 июня 1961, Казань, Татарская АССР, РСФСР, СССР) — советский и российский архитектор. Главный архитектор — начальник отдела мониторинга, сохранения и реставрации Государственного историко-архитектурного и художественного музея-заповедника «Казанский Кремль» (1996—н. в.). Заслуженный архитектор Республики Татарстан (2011). Лауреат Государственной премии Республики Татарстан имени Габдуллы Тукая (2012).

## Биография
Рустэм Мухамедович Забиров родился 7 июня 1961 года в Казани. Из семьи финиспектора Равии Хабибулловны и Мухамеда Шамсеевича, участника Великой Отечественной войны, проректора Казанского финансово-экономического института. Сёстры — Фарида (архитектор) и Ляйля (экономист).
Учился в детской художественной школе № 1. В 1983 году окончил Казанский инженерно-строительный институт, после чего работал архитектором в проектной конторе «Казжилремонтпроект» (1983—1986) и в институте «Казгражданпроект» (1986—1994), был главным архитектором товарищества с ограниченной ответственностью «АССАРТ» (1995—1996). Одновременно, в 1993 году стал главным архитектором проектов реставрации в персональной творческой мастерской «Забир», приняв участие в разработке дизайна интерьеров соборной мечети в Самаре (1994). В 1996 году перешёл на работу в Государственный историко-архитектурный и художественный музей-заповедник «Казанский Кремль», заняв должность главного архитектора, а также начальника отдела мониторинга, сохранения и реставрации.
В 1998—2000 годах участвовал в подготовке документов и разработке номинации Казанского Кремля на статус объекта Всемирного наследия ЮНЕСКО. По проектам Забирова в Казанском Кремле отреставрированы западный, главный (восточный) и северный корпуса Пушечного двора, разработаны интерьеры Гербового зала в главном корпусе Пушечного двора, а также выявлены, законсервированы и музеефицированы археологические остатки Дворца казанских ханов и мечети из комплекса Ханского двора XV-XVI веков. Является соавтором ансамбля мечети «Кул-Шариф» (1997—2005), отвечал за архитектурный надзор проекта, был разработчиком дизайна входного узла и резных дверей в интерьере.
В 2003 году выступил автором архитектурного решения пьедестала памятника «Зодчим Казанского Кремля» (скульпт. А. В. Головачёв и В. А. Демченко), который, по оценкам критики, соразмерен бронзовым фигурам и окружающей среде, отличается строгостью и лаконичностью, а также использованием мотивов русского и татарского орнаментов. В 2005 году стал автором проекта мавзолея казанских ханов, который был реализован в 2017 году. Также участвовал в реставрации дома Кекина на улице Горького (2005), проектировании интерьеров Белой мечети в Астрахани (2008), реконструкции стен Казанского Кремля (2022), Спасской башни с приспособлением под музей (2023).
Член Союза архитекторов России (1995), Международного совета по сохранению памятников и достопримечательных мест (1998), Татарстанского республиканского отделения Всероссийского общества охраны памятников истории и культуры (2009). В 2011 году удостоен звания заслуженного архитектора Республики Татарстан. Неоднократно номинировался на соискание Государственной премии Республики Татарстан имени Габдуллы Тукая, которую получил в 2012 году в составе творческого коллектива создателей архитектурного комплекса мечети «Кул Шариф», что вызвало скандал из-за отсутствия других лауреатов. В 2021 году получил медаль медаль «За доблестный труд». Высказывается по вопросам современной архитектуры и состояния исторических памятников Казани, в частности, сохранения башни Сююмбике.

## Награды

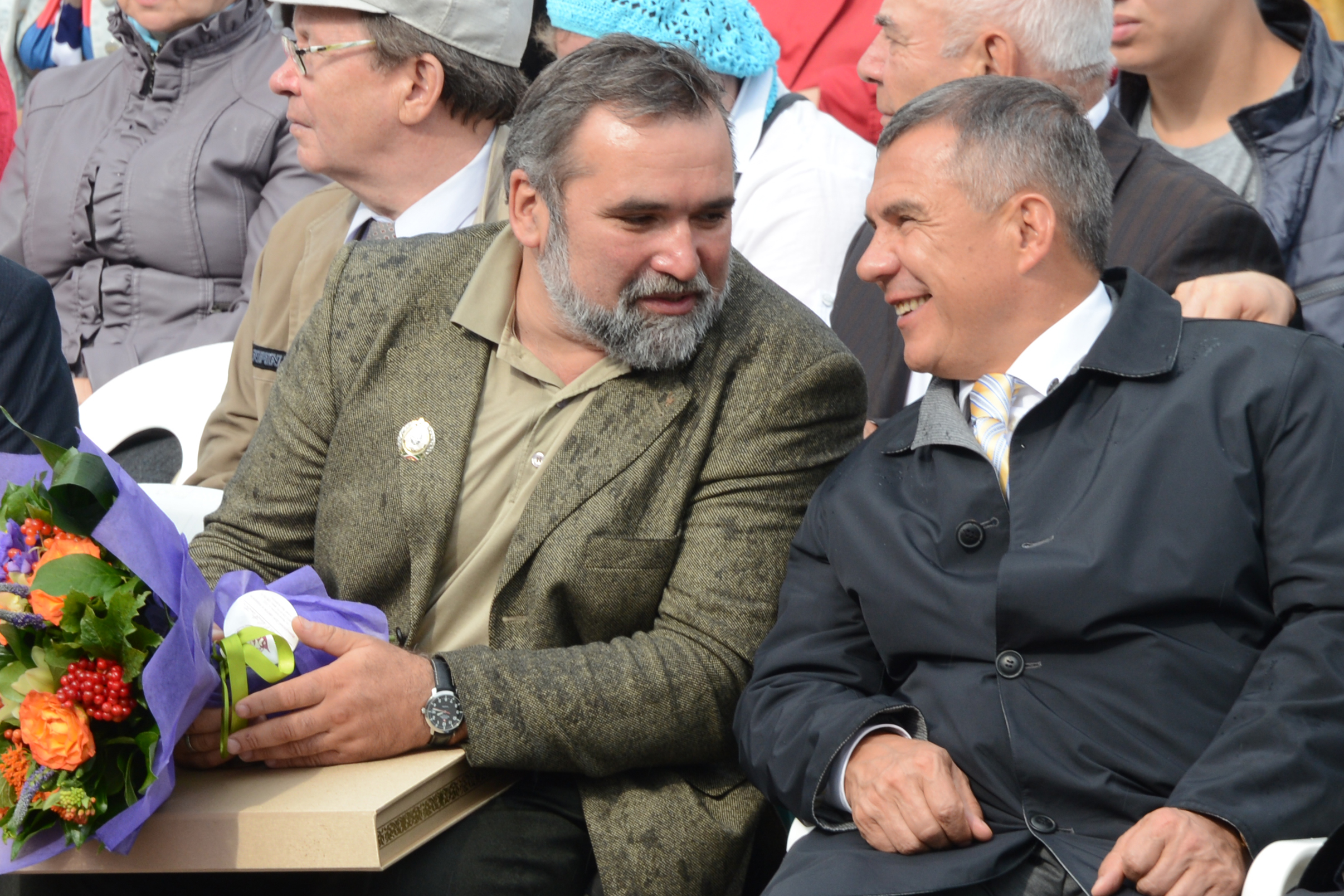
На вручении премии Тукая, 2012 год

- Медаль «В память 1000-летия Казани» (2005 год)[6].
- Медаль «За доблестный труд» (2021 год) — за многолетний плодотворный труд и большой вклад в сохранение исторического и культурного наследия республики[30].
- Государственная премия Республики Татарстан имени Габдуллы Тукая (2012 год) — за создание архитектурного комплекса «Мечеть Кул Шариф»[31]. Вручена президентом Республики Татарстан Р. Н. Миннихановым на церемонии на площади перед Татарским государственным академическим театром имени Г. Камала[32].
- Почётное звание «Заслуженный архитектор Республики Татарстан[тат.]» (2011 год) — за высокие достижения в области градостроительства, реконструкции и реставрации памятников истории и культуры[33].

## Личная жизнь
Жена — витражист Альбина Даишева, есть дочь.